# Nicole Herschmann
Nicole Herschmann (Rudolstadt, RDA, 27 de octubre de 1975) es una deportista alemana que compitió en bobsleigh en la modalidad doble.
Participó en dos Juegos Olímpicos de Invierno, obteniendo una medalla de bronce en Salt Lake City 2002, en la prueba doble (junto con Susi Erdmann), y el quinto lugar en Turín 2006, en la misma prueba.
Ganó una medalla de bronce en el Campeonato Mundial de Bobsleigh de 2008 y una medalla de plata en el Campeonato Europeo de Bobsleigh de 2004.

## Palmarés internacional
| Juegos Olímpicos   | Juegos Olímpicos                | Juegos Olímpicos  | Juegos Olímpicos |
| Año                | Lugar                           | Medalla           | Prueba           |
| ------------------ | ------------------------------- | ----------------- | ---------------- |
| 2002               | Salt Lake City (Estados Unidos) | Medalla de bronce | Doble            |
| Campeonato Mundial |                                 |                   |                  |
| Año                | Lugar                           | Medalla           | Prueba           |
| 2008               | Altenberg (Alemania)            | Medalla de bronce | Doble            |
| Campeonato Europeo |                                 |                   |                  |
| Año                | Lugar                           | Medalla           | Prueba           |
| 2004               | Sankt Moritz (Suiza)            | Medalla de plata  | Doble            |